# Daniel Gafford
Daniel Gafford (* 1. Oktober 1998 in El Dorado, Arkansas) ist ein US-amerikanischer Basketballspieler, der seit 2024 für die Dallas Mavericks aufläuft. Gafford ist 2,08 Meter groß und läuft meist als Power Forward auf. Er wurde im NBA-Draft 2019 an 8. Stelle in der 2. Runde ausgewählt.

## College
Gafford spielte für die University of Arkansas in der Division I der Collegeliga NCAA.
Nach Abschluss seiner Freshman-Saison, in welcher er durchschnittlich 11,8 Punkte, 6,2 Rebounds und 2,2 Blocks pro Spiel auflegte, gab er bekannt, dass er für sein Sophomore Jahr zu den Arkansas Razorbacks zurückkehren wird und sich noch nicht für den NBA-Draft anmelden würde. Gafford wurde als Anerkennung für seine Leistungen in seinem Freshman-Jahr in das SEC All-Freshman Team gewählt.
In seiner Sophomore-Saison verbesserte sich Gafford deutlich und legte durchschnittlich 16,9 Punkte, 8,6 Rebounds und 1,9 Blocks pro Spiel auf. Für diese Leistung wurde er ins All-SEC 1st Team und in das SEC All-Defensive 1st Team gewählt.

## Professionelle Karriere

### Chicago Bulls (2019–2021)
Nachdem Gafford im NBA-Draft 2019 mit dem 38. Pick von den Chicago Bulls ausgewählt wurde, gab die Mannschaft am 8. Juli 2019 die Vertragsunterzeichnung bekannt. Sein NBA-Debüt gab Gafford am 26. Oktober 2019, er erzielte bei einer Niederlage gegen die Toronto Raptors einen Rebound in zwei Spielminuten. Am 18. November 2019 stellte Gafford mit 21 Punkten bei einer Niederlage gegen die Milwaukee Bucks einen neuen Karrierehöchstwert in Punkten auf.

### Washington Wizards (2021–2024)
Am 25. März 2021 wurde Gafford nach knapp zwei Jahren bei den Bulls zu den Washington Wizards getauscht. Er erzielte am 21. April 2021 19 Punkte und 10 Rebounds, womit er den Wizards zu einem 118:114-Sieg gegen die Golden State Warriors verhalf. In diesem Spiel holte er außerdem das erste Double-Double seiner Karriere.

### Dallas Mavericks (seit 2024)
Am 8. Februar 2024 wurde Gafford im Austausch für Richaun Holmes und Draftpicks zu den Dallas Mavericks transferiert.

## Statistiken

### NBA-Hauptrunde
| Jahr    | Team                 | GP  | GS  | MPG  | FG % | 3P % | FT % | RPG | APG | SPG | BPG | PPG  |
| ------- | -------------------- | --- | --- | ---- | ---- | ---- | ---- | --- | --- | --- | --- | ---- |
| 2019–20 | Chicago              | 43  | 7   | 14.2 | .701 | –    | .533 | 2.5 | 0.5 | 0.3 | 1.3 | 5.1  |
| 2020–21 | Chicago / Washington | 54  | 11  | 14.6 | .684 | –    | .667 | 4.3 | 0.5 | 0.5 | 1.4 | 7.0  |
| 2021–22 | Washington           | 72  | 53  | 20.1 | .693 | .000 | .699 | 5.7 | 0.9 | 0.4 | 1.4 | 9.4  |
| 2022–23 | Washington           | 78  | 47  | 20.6 | .732 | –    | .679 | 5.6 | 1.1 | 0.4 | 1.3 | 9.0  |
| 2023–24 | Washington           | 45  | 45  | 26.5 | .690 | –    | .706 | 8.0 | 1.5 | 1.0 | 2.2 | 10.9 |
| Gesamt  | Gesamt               | 292 | 163 | 19.3 | .703 | .000 | .673 | 5.3 | 0.9 | 0.5 | 1.5 | 8.5  |

## Auszeichnungen & Erfolge

### College
- 1× All-SEC 1st Team: 2019
- 1× SEC All-Defensive 1st Team: 2019
- 1× SEC All-Freshman 1st Team: 2018